# Аглика
Аглика е българско женско лично име, вариант на Иглика. Произлиза от славянското име на цветето иглика и е пожелателно име за физическа красота.
Според православния календар носещите името в България празнуват имен ден на Цветница.

## Известни личности
Аглика Генова – българска пианистка (* 1970 г.)